# Bislett Stadion
Bislett Stadion je víceúčelový stadion sloužící zejména pro fotbal a atletiku v Oslu v Norsku. Pojme 42 062 diváků. Odehrávají se zde soutěže mnoha druhů sportů, kromě toho stadion slouží jako kulturní zařízení s možností pořádání koncertů. Otevřen byl v roce 1922 a během Zimních olympijských her v roce 1952 byl hlavním místem. Hrají zde týmy Skeid Fotball a FK Lyn. Byl několikrát rekonstruován, zásadní renovace proběhla v roce 2004, kdy byla původní stavba zbořena a na jejím místě byl ve stejné architektonické podobě postaven nový stadion.

## Původní stadion
Na místě stadionu byla cihelna z 19. století, kterou koupilo město Oslo, aby poskytla sportovní a dětské hřiště severovýchodním okrskům. Stavba stadionu byla zahájena v roce 1917, architektem byl Ole Sverre. Stadion byl dokončen roku 1922, jeho hlavní stavební materiál bylo dřevo. Po funkcionalistické přestavbě v roce 1940 architektem Frodem Rinnanem byla jeho kapacita kolem 20 000 míst a sloužil pro atletiku a rychlobruslení. Frode Rinnan byl také zodpovědný za modernizaci pro Zimní olympijské hry 1952, při kterých byl využit nejen pro zahajovací a závěrečný ceremoniál, ale soutěžilo se zde také v krasobruslení a rychlobruslení.

## Nový stadion
V roce 1994 byla zřízena pracovní skupina se zástupci různých sportovních organizací, ministerstva kultury a parku a sportu v Oslu. Skupina měla prozkoumat možná opatření pro Bislett Stadion. Šetření vedlo v roce 1995 k oslovení města Oslo, které vyzvalo k architektonické soutěži na rekonstrukci stadionu. Nejdůležitějším úkolem komise bylo přizpůsobit nový stadion městu a jeho okolí. Soutěž vyhrála dánská firma C. F. Møller Architects. Po deseti letech a dlouhém politickém boji ohledně demolice nebo přestavby stávajícího stadionu byl nakonec dán jasný signál pro demolici. Přestavba byla zahájena 2. června 2004 a trvala 10 měsíců. Bislett Stadion byl otevřen v červenci 2005 pro mezinárodní hry Bislett Games.